# Hohołewe (wieś)
Hohołewe (ukr. Гоголеве) – wieś na Ukrainie, w obwodzie połtawskim, w rejonie myrhorodzkim, w hromadzie Szyszaky. W 2001 liczyła 524 mieszkańców, spośród których 516 wskazało jako ojczysty język ukraiński, a 8 rosyjski.